# Alioune Touré
Pour les articles homonymes, voir Touré.
Alioune Kissima Touré, né le 9 septembre 1978 à Saint-Denis, est un ancien footballeur français aujourd’hui entraineur.

## Carrière

### Débuts
Après un passage à Clairefontaine entre 1992 et 1994, Alioune Touré rejoint le centre de formation du FC Nantes en 1995. Il jouera son premier match en D1 le 12 novembre 1996 alors âgé de 18 ans où les Canaris s’imposeront 2-0 face à Nancy.
Arrivent ensuite les premières sélections en équipe de France cadets, juniors puis avec les espoirs de Raymond Domenech. L’été 1997, il remporte l’Euro des moins de 18 ans ; c’est le premier titre de sa carrière.

### FC Nantes (1995-2001)
À 18 ans, Jean-Claude Suaudeau, alors entraîneur de l’équipe première, l’intègre dans l’effectif professionnel. Il signe ensuite son premier contrat pro 2 ans en plus tard en 1998 avec le club pour une durée de 4 ans.
Durant la saison 1998-1999, il remporte la Coupe de France avec le club. D’autre part, Touré continue d'être régulièrement sélectionné par Raymond Domenech en équipe de France espoirs. Cette même année, il remporte également le Trophée des Champions avec le FC Nantes.
L'année suivante, Alioune découvre la Coupe d’Europe et sauve son club de la relégation en D2.
Une nouvelle fois, il est vainqueur de la Coupe de France en 2000. Enfin, lors de sa dernière saison avec les Canaris, il est sacré champion de France avant de s'envoler pour l'Angleterre.

### Manchester City (2001-2002)
En 2001, alors âgé de 23 ans, Alioune Touré est repéré par Kevin Keegan, alors entraîneur de Manchester City. Après un essai concluant, il signe à City évoluant alors en First Division (D2 anglaise). Son équipe finit championne et accède à la Premier League.

### Paris SG (2002-2005)

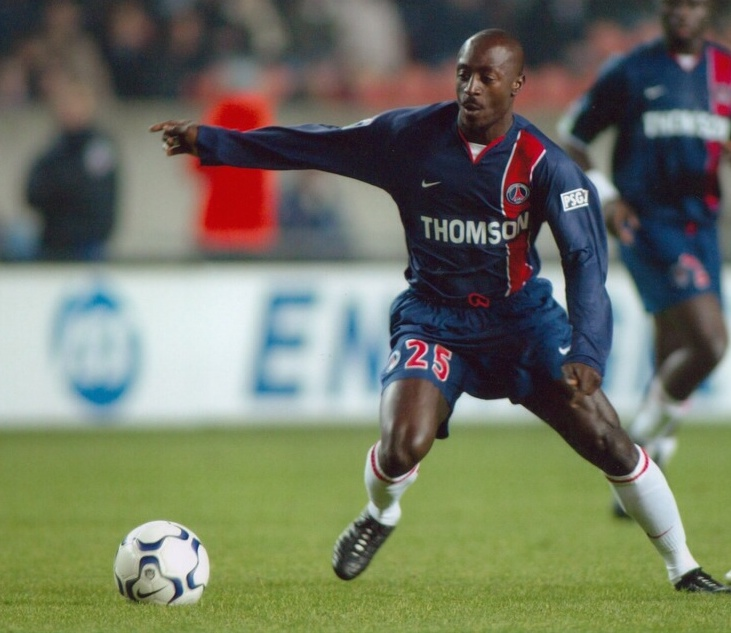
Alioune Touré au PSG

Repéré par Luis Fernandez, il signe au PSG en 2002. Pour la troisième fois, il remporte la Coupe de France en 2004 avec le club.
L'année suivante, il est prêté à l'EA Guingamp pour une saison avant de poursuivre sa carrière à l'étranger.

### Uniao Leiria et fin de carrière (2005-2010)
En 2005, Touré rejoint la Liga portugaise avec l'União de Leiria alors entrainé par Jorge Jesus. À l'expiration de son contrat de 2 ans, Touré signe ensuite au Qatar puis à Dubaï avant de rejoindre l'Olympiakos Nicosie à Chypre.
De retour en France au Paris FC en 2009, il décide de mettre un terme à sa carrière de joueur en 2011.

### Reconversion
Après l'annonce de sa retraite sportive, Alioune rejoint le club de D1 chinoise Shanghai Shenhua en tant qu’entraîneur adjoint en 2012.
En parallèle, il prépare ses diplômes d’entraîneur et obtiendra sa Licence UEFA A d’entraîneur de football auprès de la Fédération française de football en 2015.

### Consultant sportif
En 2016, Alioune Touré rejoint la chaîne SFR Sport et commente les matchs de la Chinese Super League et la Liga NOS. Il deviendra le premier consultant à avoir commenté le championnat chinois en France.

## Statistiques
Ce tableau présente les statistiques d'Alioune Touré.
| Saison                | Club                  | Championnat           | Championnat | Championnat | Coupe nationale | Coupe nationale | Coupe de la Ligue | Coupe de la Ligue | Supercoupe | Supercoupe | Compétition(s) continentale(s) | Compétition(s) continentale(s) | Compétition(s) continentale(s) | Total | Total |
| Saison                | Club                  | Division              | M.          | B.          | M.              | B.              | M.                | B.                | M.         | B.         | Comp.                          | M.                             | B.                             | M.    | B.    |
| 1996-1997             | FC Nantes Atlantique  | Division 1            | 2           | 0           | -               | -               | 1                 | 0                 | -          | -          | -                              | -                              | -                              | 3     | 0     |
| 1997-1998             | FC Nantes Atlantique  | Division 1            | 9           | 0           | 1               | 0               | 1                 | 0                 | -          | -          | -                              | -                              | -                              | 11    | 0     |
| 1998-1999             | FC Nantes Atlantique  | Division 1            | 17          | 2           | 1               | 1               | 1                 | 0                 | -          | -          | -                              | -                              | -                              | 19    | 3     |
| 1999-2000             | FC Nantes Atlantique  | Division 1            | 6           | 1           | 2               | 0               | -                 | -                 | -          | -          | C3                             | 2                              | 0                              | 10    | 1     |
| 2000-2001             | FC Nantes Atlantique  | Division 1            | 15          | 0           | 2               | 0               | 2                 | 0                 | -          | -          | C3                             | 4                              | 0                              | 23    | 0     |
| Sous-total            | Sous-total            | Sous-total            | 49          | 3           | 6               | 1               | 5                 | 0                 | -          | -          | -                              | 6                              | 0                              | 66    | 4     |
| 2001-2002             | Manchester City       | First Division        | 1           | 0           | -               | -               | 1                 | 0                 | -          | -          | -                              | -                              | -                              | 2     | 0     |
| 2002-2003             | Paris Saint-Germain   | Ligue 1               | 16          | 1           | 2               | 0               | -                 | -                 | -          | -          | C3                             | 2                              | 0                              | 20    | 1     |
| 2003-2004             | Paris Saint-Germain   | Ligue 1               | 9           | 0           | 4               | 0               | 1                 | 0                 | -          | -          | -                              | -                              | -                              | 14    | 0     |
| 2004-2005             | Paris Saint-Germain   | Ligue 1               | -           | -           | -               | -               | -                 | -                 | 1          | 0          | -                              | -                              | -                              | 1     | 0     |
| Sous-total            | Sous-total            | Sous-total            | 25          | 1           | 6               | 0               | 1                 | 0                 | 1          | 0          | -                              | 2                              | 0                              | 35    | 1     |
| 2004-2005             | EA Guingamp (prêt)    | Ligue 2               | 11          | 0           | -               | -               | 2                 | 0                 | -          | -          | -                              | -                              | -                              | 13    | 0     |
| 2005-2006             | União de Leiria       | Primeira Liga         | 23          | 2           | 1               | 0               | -                 | -                 | -          | -          | -                              | -                              | -                              | 24    | 2     |
| 2006-2007             | União de Leiria       | Primeira Liga         | 17          | 0           | 2               | 0               | -                 | -                 | -          | -          | -                              | -                              | -                              | 19    | 0     |
| 2007-2008             | Al-Sailiya Doha       | QSL                   | -           | -           | -               | -               | -                 | -                 | -          | -          | -                              | -                              | -                              | 0     | 0     |
| 2008                  | Dubaï Club            | 2                     | -           | -           | -               | -               | -                 | -                 | -          | -          | -                              | -                              | -                              | 0     | 0     |
| 2009                  | Olympiakos Nicosie    | B Kategoria           | -           | -           | -               | -               | -                 | -                 | -          | -          | -                              | -                              | -                              | 0     | 0     |
| 2009-2010             | Paris FC              | National              | 3           | 1           | 2               | 0               | -                 | -                 | -          | -          | -                              | -                              | -                              | 5     | 1     |
| Total sur la carrière | Total sur la carrière | Total sur la carrière | 129         | 7           | 17              | 1               | 9                 | 0                 | 1          | 0          | -                              | 8                              | 0                              | 164   | 8     |

## Palmarès
FC Nantes Atlantique
- Champion de France en 2001.
- Vainqueur de la Coupe de France en 1999 et 2000.

 Manchester City
- Champion d'Angleterre de D2 en 2002.

 Paris Saint-Germain
- Vainqueur de la Coupe de France en 2004.

 France -18 ans
- Vainqueur de l'Euro 1997.